# Asenath Barzani
Asenath Barzani, född 1590, död 1670, var en kurdisk-judisk religiös ledare och poet. Hon hade en ledande religiös position som teolog av Torah och rabbinsk litteratur. Hon räknas inte som en rabbin, men hade en sällsynt position som teolog, och har kallats för den första kvinnliga rabbinska teologen. 